# Isorel

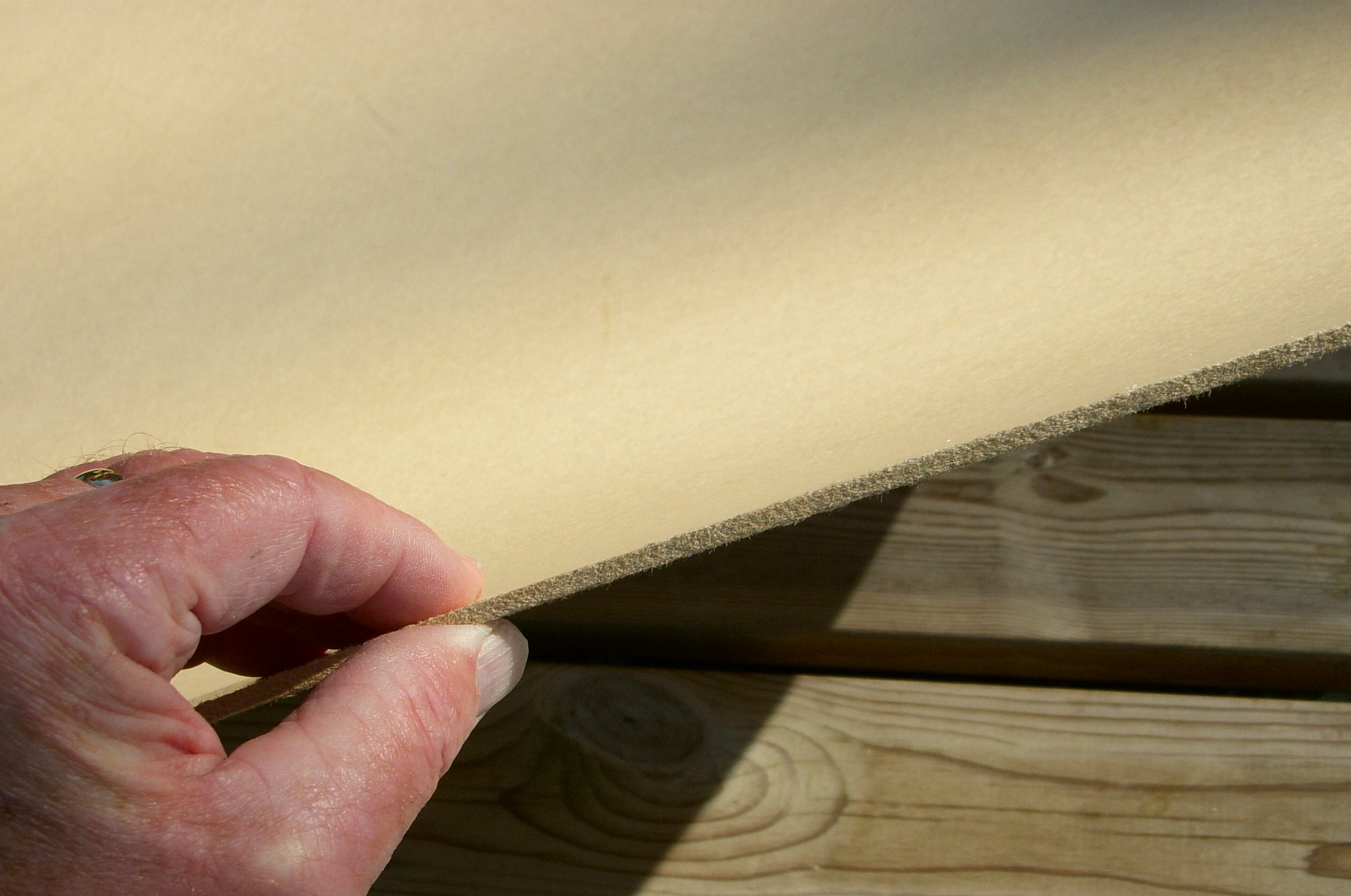
Isorel

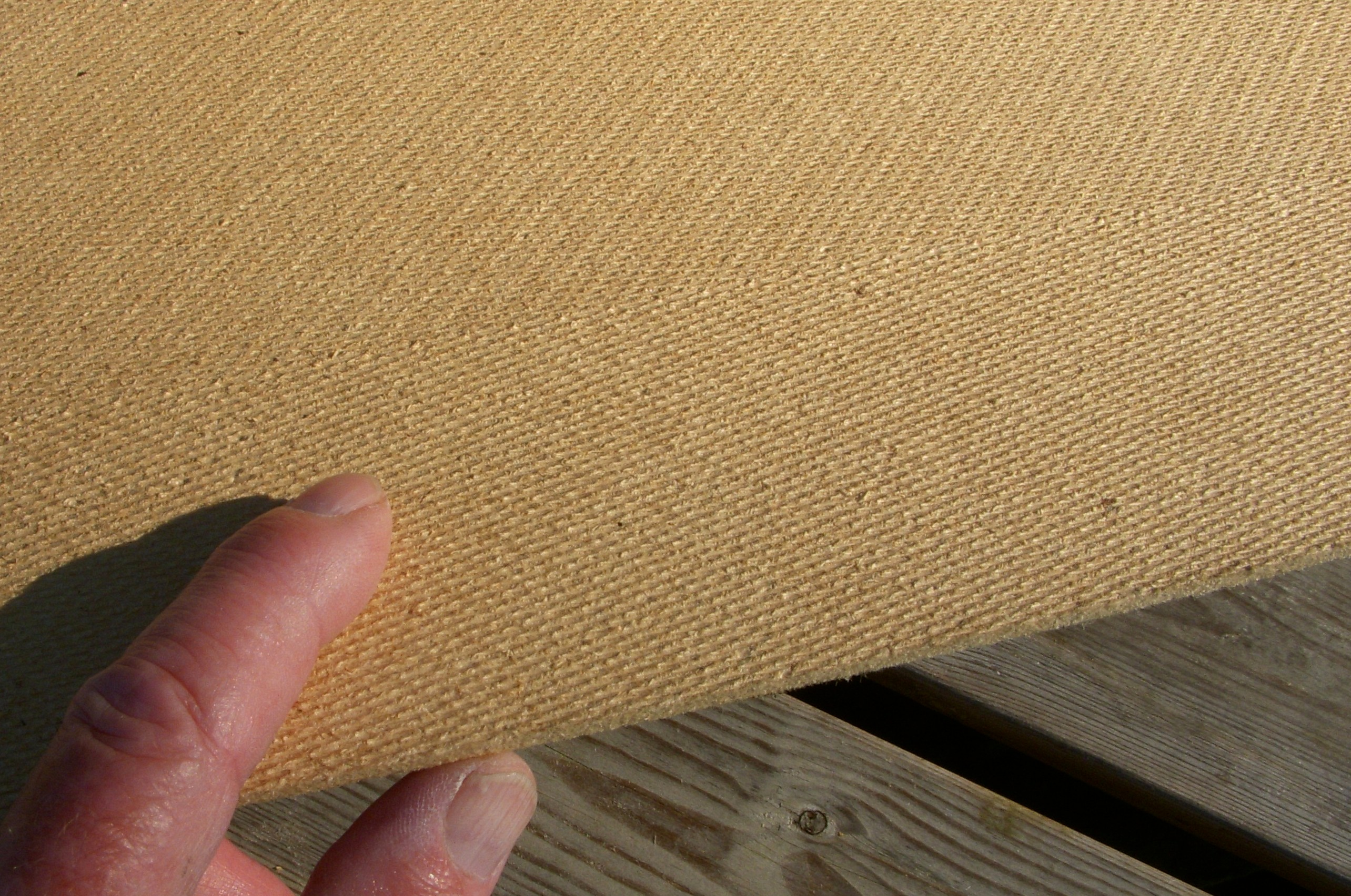
Face arrière d'un Isorel.

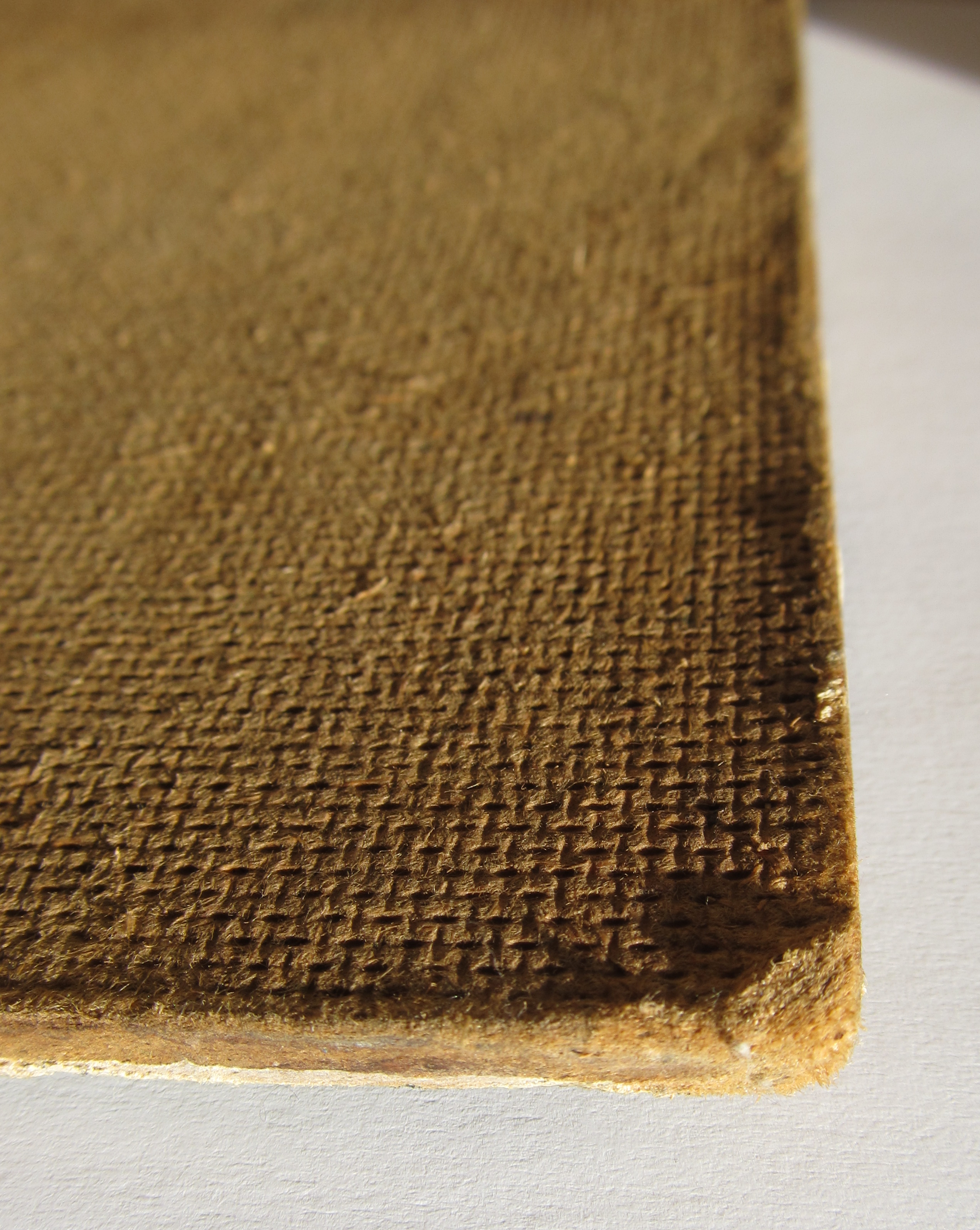
Isorel, vers 1920

L'isorel (en anglais hardboard ou masonite aux États-Unis) est un produit qui se présente sous forme de panneaux de fibres dures de bois transformées sous haute pression. Le procédé de fabrication par voie humide ne nécessite aucune adjonction de colle synthétique, la lignine et l'hémicellulose des fibres se polymérisant à la fabrication pour solidariser celles-ci entre elles sous l'effet de la chaleur et de la pression. Les panneaux présentent une surface lisse et de l'autre côté une surface structurée. 
Ces panneaux sont des produits entièrement naturels, considérés comme sans danger pour la santé humaine. Ils ne font pas appel à des liants contenant du formaldéhyde — substance classifiée cancérigène en 2004 par le Centre international de recherche sur le cancer (IARC) —, les seules traces mesurables de formaldéhyde (substance présente dans le bois à l'état naturel) provenant des fibres elles-mêmes et restant largement inférieures aux prescriptions de la norme E1. Ils peuvent être recyclés pour produire de la pâte à carton.
L'unique producteur français est la Tarnaise des Panneaux SAS, fondée en 1904, qui disposait de deux unités de production, l'une à Labruguière (Tarn) et l'autre à Saint-Usage (Côte-d'Or). Cette seconde usine a été mise en liquidation judiciaire le 29 novembre 2016.   
En plus de ses usages habituels, l'isorel sert de support de peinture artistique.

## Histoire
L'isorel est un type de panneau de fibres dur, un « aggloméré », une sorte de bois d'ingénierie, qui est fait de fibres de bois cuites à la vapeur et moulées sous pression, selon un procédé breveté par William H. Mason.
Un produit ressemblant à de l'isorel a été fabriqué pour la première fois en Angleterre en 1898 par pressage à chaud de vieux papiers. L'isorel a été breveté en 1924 à Laurel, Mississippi, par William H. Mason, qui était un ami et protégé de Thomas Edison. La production de masse a commencé en 1929. Dans les années 1930 et 1940, l'isorel était utilisé pour des applications telles que les portes, les toitures, les murs, les bureaux, les caisses de guitare et les canoës. Il était parfois utilisé pour le revêtement des maisons.
Pour la construction, il était décliné en trois classes de produits :
- Panneau d'isolation (Masonite Structural Insulation, Masonite Insulating Lath, Masonite Beveled Tile, Masonite Beveled Plank; Masonite Litecol Insulation, Litecol Beveled Tile, Litecol Beveled Plank;)
- Semi-hard boards (Masonite Quarterboard, Masonite DeLuxe Quarterboard;
- Hard boards (Presdwood, Tempered Presdwood, Tempertile)

Le « tempered hardboard » est maintenant un produit générique fabriqué par de nombreuses entreprises de produits forestiers. La Masonite Corporation est entrée dans le secteur des portes en tant que fournisseur de parements en 1972 et a été achetée en 2001 par Premdor Corporation, un fabricant de portes, de son ancienne société mère International Paper. Il ne fournit plus de hardboard génériques.
La marque Isorel a été déposée en France en 1953 et est la propriété de la firme Steico.

## Production
L'isorel est formé selon la méthode Mason (brevets US 1,663,503 et 1,663,505), dans laquelle les copeaux de bois sont désintégrés en les saturant avec 690 kPa de vapeur (100 livres/pouce2), puis en augmentant la vapeur ou la pression d'air à 2 800 kPa (400 livres/pouce2), et en les libérant brusquement par un orifice à la pression atmosphérique. Formant les fibres en panneau sur un tamis, les panneaux sont ensuite pressés et chauffés pour former le produit fini avec une finition brune lisse. Plus tard, un procédé à sec avec deux surfaces brunies a également été utilisé. La lignine originelle du bois sert à lier les fibres sans ajout d'adhésif. Les fibres longues confèrent à l'isorel une résistance à la flexion, une résistance à la traction (en), une densité et une stabilité élevées. Contrairement à d'autres panneaux de bois composites, aucune résine à base de formaldéhyde n'est utilisée pour en lier les fibres.